# Gian Luca Cavazzi della Somaglia
Gian Luca Cavazzi della Somaglia (Milano, 8 febbraio 1841 – Napoli, 6 marzo 1896) è stato un politico italiano e XV conte e barone della Somaglia.

## Biografia
Discendente della famiglia dei conti e baroni Cavazzi della Somaglia, era terzogenito del conte Ercole Giovanni (1806-1857) e di sua moglie, Angela Cassera dei conti di Dovera; erediterà i beni di famiglia dopo la prematura morte del fratello maggiore Giacomo (1837-1859), sposò la principessa Guendalina Doria-Pamphjli. Dal matrimonio, celebrato a Roma il 24 febbraio 1868, nacquero tre figli: Gian Giacomo, XVI conte e barone della Somaglia (1869-1918), Maria Angela (1871-1953) e Maddalena Teresa (1873-1958).
Già nel servizio sanitario nazionale durante la terza guerra d'indipendenza italiana, divenne membro del direttivo della Croce Rossa italiana sino a diventarne presidente nel 1886. Divenne in seguito deputato nelle file dei moderati (1874-1882) e poi venne nominato senatore del Regno il 26 gennaio 1889 nella XVI legislatura; fu inoltre cavaliere del Sovrano Militare Ordine di Malta.

## Albero genealogico
|                                                                       |                                |                                         | Genitori                  |  |  | Nonni |  |  | Bisnonni                                                     |  |  | Trisnonni                               |  |
|                                                                       |                                |                                         |                           |  |  |       |  |  | Ercole Cavazzi della Somaglia, conte e barone della Somaglia |  |  | Giovanni Antonio Cavazzi della Somaglia |  |
|                                                                       |                                |                                         |                           |  |  |       |  |  | Ercole Cavazzi della Somaglia, conte e barone della Somaglia |  |  | Giovanni Antonio Cavazzi della Somaglia |  |
|                                                                       |                                | Lucia della Porta                       |                           |  |  |       |  |  | Ercole Cavazzi della Somaglia, conte e barone della Somaglia |  |  |                                         |  |
| Gian Luca Cavazzi della Somaglia, conte e barone della Somaglia       |                                |                                         |                           |  |  |       |  |  | Ercole Cavazzi della Somaglia, conte e barone della Somaglia |  |  |                                         |  |
|                                                                       |                                | Anna Maria Banzi, marchesa              | …                         |  |  |       |  |  |                                                              |  |  |                                         |  |
|                                                                       |                                | Anna Maria Banzi, marchesa              | …                         |  |  |       |  |  |                                                              |  |  |                                         |  |
|                                                                       |                                | Anna Maria Banzi, marchesa              | …                         |  |  |       |  |  |                                                              |  |  |                                         |  |
| Ercole Giovanni Cavazzi della Somaglia, conte e barone della Somaglia |                                | Anna Maria Banzi, marchesa              |                           |  |  |       |  |  |                                                              |  |  |                                         |  |
|                                                                       |                                | Carlo Giuseppe Fedele Mellerio          | Giovanni Giacomo Mellerio |  |  |       |  |  |                                                              |  |  |                                         |  |
|                                                                       |                                | Carlo Giuseppe Fedele Mellerio          | Giovanni Giacomo Mellerio |  |  |       |  |  |                                                              |  |  |                                         |  |
|                                                                       |                                | Carlo Giuseppe Fedele Mellerio          | Anna Tichelli             |  |  |       |  |  |                                                              |  |  |                                         |  |
| Francesca Maddalena Mellerio                                          |                                | Carlo Giuseppe Fedele Mellerio          |                           |  |  |       |  |  |                                                              |  |  |                                         |  |
|                                                                       |                                | Rosa Sbaraglini                         | …                         |  |  |       |  |  |                                                              |  |  |                                         |  |
|                                                                       |                                | Rosa Sbaraglini                         | …                         |  |  |       |  |  |                                                              |  |  |                                         |  |
|                                                                       |                                | Rosa Sbaraglini                         | …                         |  |  |       |  |  |                                                              |  |  |                                         |  |
| Gian Luca Cavazzi della Somaglia                                      |                                | Rosa Sbaraglini                         |                           |  |  |       |  |  |                                                              |  |  |                                         |  |
|                                                                       | Marco Cassera, conte di Dovera | Pietro Antonio Cassera, conte di Dovera |                           |  |  |       |  |  |                                                              |  |  |                                         |  |
|                                                                       | Marco Cassera, conte di Dovera | Pietro Antonio Cassera, conte di Dovera |                           |  |  |       |  |  |                                                              |  |  |                                         |  |
|                                                                       | Marco Cassera, conte di Dovera | Teresa Miconi, contessa                 |                           |  |  |       |  |  |                                                              |  |  |                                         |  |
| Giuseppe Cassera, conte di Dovera                                     | Marco Cassera, conte di Dovera |                                         |                           |  |  |       |  |  |                                                              |  |  |                                         |  |
|                                                                       |                                | Angela Caimi                            | …                         |  |  |       |  |  |                                                              |  |  |                                         |  |
|                                                                       |                                | Angela Caimi                            | …                         |  |  |       |  |  |                                                              |  |  |                                         |  |
|                                                                       |                                | Angela Caimi                            | …                         |  |  |       |  |  |                                                              |  |  |                                         |  |
| Angela Cassera                                                        |                                | Angela Caimi                            |                           |  |  |       |  |  |                                                              |  |  |                                         |  |
|                                                                       |                                | Carlo Ferrari                           | …                         |  |  |       |  |  |                                                              |  |  |                                         |  |
|                                                                       |                                | Carlo Ferrari                           | …                         |  |  |       |  |  |                                                              |  |  |                                         |  |
|                                                                       |                                | Carlo Ferrari                           | …                         |  |  |       |  |  |                                                              |  |  |                                         |  |
| Luigia Ferrari Oltrocchi                                              |                                | Carlo Ferrari                           |                           |  |  |       |  |  |                                                              |  |  |                                         |  |
|                                                                       |                                | Angiola Costa                           | Carlo Costa               |  |  |       |  |  |                                                              |  |  |                                         |  |
|                                                                       |                                | Angiola Costa                           | Carlo Costa               |  |  |       |  |  |                                                              |  |  |                                         |  |
|                                                                       |                                | Angiola Costa                           | Marianna Oltrocchi        |  |  |       |  |  |                                                              |  |  |                                         |  |
|                                                                       |                                | Angiola Costa                           |                           |  |  |       |  |  |                                                              |  |  |                                         |  |